# العلاقات الإيرانية البليزية
العلاقات الإيرانية البليزية هي العلاقات الثنائية التي تجمع بين إيران وبليز.

## مقارنة بين البلدين
هذه مقارنة عامة ومرجعية للدولتين:
| وجه المقارنة                                              | إيران                    | بليز         |
| --------------------------------------------------------- | ------------------------ | ------------ |
| المساحة (كم2)                                             | 1.65 مليون               | 22.97 ألف    |
| عدد السكان (نسمة)                                         | 79.97 مليون              | 374.68 ألف   |
| الكثافة السكانية (ن./كم²)                                 | 48.47                    | 16.31        |
| العاصمة                                                   | طهران                    | بلموبان      |
| اللغة الرسمية                                             | لغة فارسية               | لغة إنجليزية |
| العملة                                                    | ريال إيراني              | دولار بليزي  |
| الناتج المحلي الإجمالي (بليون دولار)                      | 439.51 مليار             | 1.84 مليار   |
| الناتج المحلي الإجمالي (تعادل القوة الشرائية) بليون دولار | 1.36 تريليون             | 3.05 مليار   |
| الناتج المحلي الإجمالي الاسمي للفرد دولار أمريكي          |                          | 4.88 ألف     |
| الناتج المحلي الإجمالي للفرد دولار أمريكي                 |                          | 8.42 ألف     |
| مؤشر التنمية البشرية                                      | 0.766                    | 0.715        |
| رمز المكالمات الدولي                                      | +98                      | +501         |
| رمز الإنترنت                                              | .ir،                     | .bz          |
| المنطقة الزمنية                                           | ت ع م+03:30، توقيت إيران | 00           |

## منظمات دولية مشتركة
يشترك البلدان في عضوية مجموعة من المنظمات الدولية، منها:
| علم المنظمة | اسم المنظمة                        | تاريخ انضمام إيران | تاريخ انضمام بليز |
| ----------- | ---------------------------------- | ------------------ | ----------------- |
|             | مؤسسة التنمية الدولية              | 10 أكتوبر 1960     | 19 مارس 1982      |
|             | يونسكو                             | 6 سبتمبر 1948      | 10 مايو 1982      |
|             | وكالة ضمان الاستثمار متعدد الأطراف | 15 ديسمبر 2003     | 29 يونيو 1992     |
|             | الأمم المتحدة                      | 24 أكتوبر 1945     | 25 سبتمبر 1981    |
|             | الفريق المعني برصد الأرض           | ?                  | ?                 |
|             | الاتحاد البريدي العالمي            | ?                  | ?                 |
|             | البنك الدولي للإنشاء والتعمير      | 29 ديسمبر 1945     | 19 مارس 1982      |
|             | منظمة حظر الأسلحة الكيميائية       | ?                  | ?                 |
|             | مؤسسة التمويل الدولية              | 28 ديسمبر 1956     | 19 مارس 1982      |
|             | منظمة الشرطة الجنائية الدولية      | ?                  | ?                 |

## وصلات خارجية
- موقع وزارة الخارجية الإيرانية
- موقع وزارة الخارجية البليزية